# VfB Eppingen
Verein für Bewegungsspiele Eppingen 1921 e.V. – niemiecki klub piłkarski z siedzibą w mieście Eppingen, występujący w Verbandslidze Nordbaden, stanowiącej szósty poziom rozgrywek w Niemczech.

## Historia
Klub został założony w 1921 roku. W 1980 roku awansował do 2. Bundesligi (grupa Süd). W sezonie 1980/1981 zajął w niej ostatnie, 20. miejsce i spadł z ligi.

## Występy w lidze
| Sezon     | Poziom | Liga              | Miejsce      |
| --------- | ------ | ----------------- | ------------ |
| 1980/1981 | II     | 2. Bundesliga Süd | 20. (spadek) |